# تپه باغ آلتی ۱
تپه باغ آلتی ۱ مربوط به هزاره اول قبل از میلاد - سده‌های میانه دوران‌های تاریخی پس از اسلام است و در شهرستان مراغه، بخش سراجو، دهستان سراجوی جنوبی، ۱۰۰ متری روستای قره کند صدقی واقع شده و این اثر در تاریخ ۱۸ اسفند ۱۳۸۷ با شمارهٔ ثبت ۲۵۲۰۵ به‌عنوان یکی از آثار ملی ایران به ثبت رسیده است.